# Czarne ziemie
Czarne ziemie – ciemne, żyzne gleby powstałe pod wpływem wód gruntowych. Wilgotne, zasobne w pierwiastki zasadowe (gł. wapń) środowisko sprzyja akumulacji materii organicznej umożliwiając tworzenie się głębokich poziomów próchnicznych. 

## Ogólna charakterystyka
Czarne ziemie powstają z późnoplejstoceńskich i holoceńskich piasków gliniastych, glin, iłów lub pyłów różnego pochodzenia, często zasobnych w węglan wapnia. Ich powstanie jest generalnie uwarunkowane nadmiernym uwilgotnieniem wywołanym długotrwałym oddziaływaniem wysokiego zwierciadła wód gruntowych (również często zasobnych w kationy wapnia), ale kształtują się również na bardzo ciężkich glinach i iłach w warunkach utrudnionego przesiąkania wód opadowych. Powoduje to odkładanie się materii organicznej nadającej glebie ciemną, często czarną, barwę, najczęściej o oliwkowym odcieniu. Powszechne jest występowanie oglejenia i wytrąceń redoksymorficznych w części lub całości profilu. 
Profil glebowy przeważnie składa się z następującej sekwencji poziomów glebowych: O-A-Ck, O-AC-Cg lub Ap-Ck-Cg, gdzie O-poziom organiczny, A-poziom próchniczny, Ck-skała macierzysta zawierająca węglany, Cg-skała macierzysta oglejona. 
Poziomem diagnostycznym jest głęboki poziom mollic lub rzadziej umbric (często przekraczający 40 cm) zawierający od 2 do 6% próchnicy, o trwałej, gruzełkowatej strukturze. Wynika ona z obecności jonów wapnia oraz trwałych połączeń organiczno-mineralnych. Odczyn w całym profilu jest obojętny lub zasadowy.
Czarne ziemie występują na obszarach płaskich obniżeń, często na obszarze moreny dennej, obszarach pojeziernych, starych aluwiach, obrzeżeniach torfowisk i deluwiach. W Polsce takiego pochodzenia są czarne ziemie kętrzyńskie i gniewskie. Ich rozwój związany jest z obecnością roślinności łąkowo-zaroślowej lub darniowo-leśnej. Generalnie naturalną roślinnością porastającą czarne ziemie były łęgi wiązowo-jesionowe i jesionowo-olszowe z bogatym runem trawiasto-zielnym. Aktualnie większość z nich jest odwodniona i zajęta pod uprawy rolnicze. Kiedyś uważano je za gleby pobagienne, pogląd ten obecnie jest uznawany za błędny. 
Wartość użytkowa czarnych ziem jest różna w zależności od  miąższości poziomu próchniczego, fizycznych i chemicznych właściwości skał itd. Generalnie uznaje się je za gleby bardzo żyzne, jedne z najwartościowszych w kraju. Pod względem bonitacyjnym zaliczane są do II i III klasy. 
 Bardzo urodzajne są czarne ziemie wykształcone z glin marglistych.

## Systematyka
W systematyce gleb Polski (2011) Czarne ziemie mają rangę typu gleby i dzielą się na osiem podtypów:
- Rząd 7. Gleby czarnoziemne (C)
  - Typ 7.2. Czarne ziemie (CZ)

Podtypy:
- Czarne ziemie typowe - Ciemne gleby o nasyceniu barwy ≤2, nieraz z konkrecjami redoksymorficznymi, nadmiernie uwilgotnione przez część roku. Poziomem diagnostycznym jest próchniczny poziom mollic o 2-6% próchnicy i miąższości 18–60 cm (zwykle ok. 30–40 cm). Wolne węglany występują płycej niz 100 cm. Typowa sekwencja poziomów glebowych: O-A-Ckg lu Ap-Ckg
- Czarne ziemie kumulacyjne - tym różnią się od czarnych ziem typowych, że poziom mollic jest głębszy niż 60 cm. Występują zazwyczaj w obniżeniach terenu lub u ponurzy stoków. Typowa sekwencja poziomów glebowych: Ap-A2-AC-Ckg
- Czarne ziemie z poziomem cambic - podobne do czarnych ziem typowych, jednak z występującym w nich wietrzeniowym poziomem cambic. Typowa sekwencja poziomów glebowych: O-A-AB-Bwg-Ckg lub Ap-AB-Bwg-Ckg
- Czarne ziemie z poziomem argic - podobne do czarnych ziem typowych, jednak z występującym w nich poziomem argic. Typowa sekwencja poziomów glebowych: O-A-Btg-Ckg, Ap-Btg-Ckg lub A-AB-Btg-Ckg
- Czarne ziemie z poziomem calcic - podobne do czarnych ziem typowych, jednak z występującym nie głębiej niż 50 cm poziomem calcic. Typowa sekwencja poziomów glebowych: A-Ckg-Gk lub Ap-Ckg-Gk
- Czarne ziemie wyługowane - podobne do czarnych ziem typowych, jednak węglany występują głębiej niż 100 cm. Poziomem diagnostycznym może być mollic lub umbric. Zazwyczaj położone wyżej w reliefie niż inne lub o grubszym uziarnieniu. Typowa sekwencja poziomów glebowych: A-Bw-C lub A-Bw-Cg
- Czarne ziemie glejowe - podobne do czarnych ziem typowych, jednak wraz z poziomem próchnicznym o miąższości do 50 cm występuje oglejenie całkowite o odcieniu barwy 5Y lub bardziej niebieskim. Są położone w miejscach o niedostatecznym drenażu. Typowa sekwencja poziomów glebowych: O-A-Gk, Ap-A2-G-Gk lub Ap-A2-Gk
- Czarne ziemie murszaste - podobne do czarnych ziem typowych, jednak powierzchniowym poziomem jest poziom murszasty. Typowa sekwencja poziomów glebowych: Au-C-Ckg lub Aup-AC-Ckg

W systematyce gleb Polski obowiązującej w latach 1989-2011 typ czarne ziemie należał do działu: gleby semihydrogeniczne, rzędu: czarne ziemie i dzielił się na 6 podtypów: glejowe, właściwe, zbrunatniałe, wyługowane, zdegradowane (szare) i murszaste. Część gleb wtedy zaliczanych do czarnych ziem została od 2011 r. wydzielona jako vertisole. 
Polskie czarne ziemie w międzynarodowej klasyfikacji gleb WRB zalicza się głównie do wielkiej grupy Phaeozem, rzadziej Chernozem, zazwyczaj z przedrostkami Gleic lub Haplic. W amerykańskiej systematyce USDA Soil Taxonomy zalicza się je do rzędu Mollisols, zazwyczaj Endoaquolls.

## Występowanie
W Polsce czarne ziemie stanowią nieco ponad 1% powierzchni. Większe ich płaty biorą swoje nazwy od pobliskich miejscowości:  
- kujawskie,
- wrzesińskie,
- kaliskie,
- średzkie,
- szamotulskie,
- kutnowskie,
- błońsko-sochaczewskie,
- grójeckie,
- wrocławskie.

Drobne ich płaty spotyka się w całej Polsce. 
Na świecie gleby podobne do polskich czarnych ziem występują na różnych obszarach, największe w Afryce środkowej, Indiach i Urugwaju.